# Didymops
Didymops là một chi chuồn chuồn ngô thuộc họ Macromiidae. Chi này chỉ có hai loài:
- Didymops floridensis Davis, 1921 - Florida Cruiser
- Didymops transversa (Say, 1840) - Stream Cruiser